# Torre Balcells
La Torre Balcells és un edifici del Prat de Llobregat inclòs en l'Inventari del Patrimoni Arquitectònic de Catalunya. Actualment és la seu del Museu del Prat.

## Història
Antigament, aquesta finca es coneixia com a Mas Cortit i va passar a mans de l'indià Joan Vallbona i Marí, natural de la Conca de Barberà, que entre 1850 i 1860 va fer construir un edifici com a habitatge dels masovers que havien d'atendre la torre i les 40 mujades de terra de conreu. Originalment, era una torre aïllada de planta baixa, dues plantes i golfes.
El 1864 va llegar la propietat a la seva filla Dolors Vallbona, casada amb Bonaventura Balcells i Carol, també indià. A la seva mort l'any 1906, la finca va ser heretada pels seus fills: Josep, Francesc, Enric i Ventura Balcells i Vallbona. La torre era el centre de l'explotació agrícola i ramadera dirigida pels masovers Casugas, dels que prové una de les denominacions populars de la finca: Torre Casugas. Les parts nobles hostatjaven els propietaris quan visitaven la finca, en especial a l'estiu.
Amb l'esclat de la Guerra Civil espanyola, la propietat va ser col·lectivitzada i controlada per la CNT; una part es destinà a colònia d'estiu per a nens refugiats i, a partir del 1938, a seu de les forces de vigilància locals. Acabat el conflicte, els Balcells van recuperar la propietat, i l'any 1969 van vendre la torre a l'Ajuntament. Després d'unes obres de reforma i ampliació, fou inaugurada com a Casal Municipal de Cultura el gener del 1974.
El 2005, les reformes li retornaren bona part de la seva aparença original, especialment a la façana posterior, i passà a denominar-se Centre Cultural Torre Balcells. El 2014 s'hi obrí l'Escola Municipal de Música, que el setembre del 2018 es convertí en L'Escola d'Arts en Viu, incorporant el teatre i la dansa.

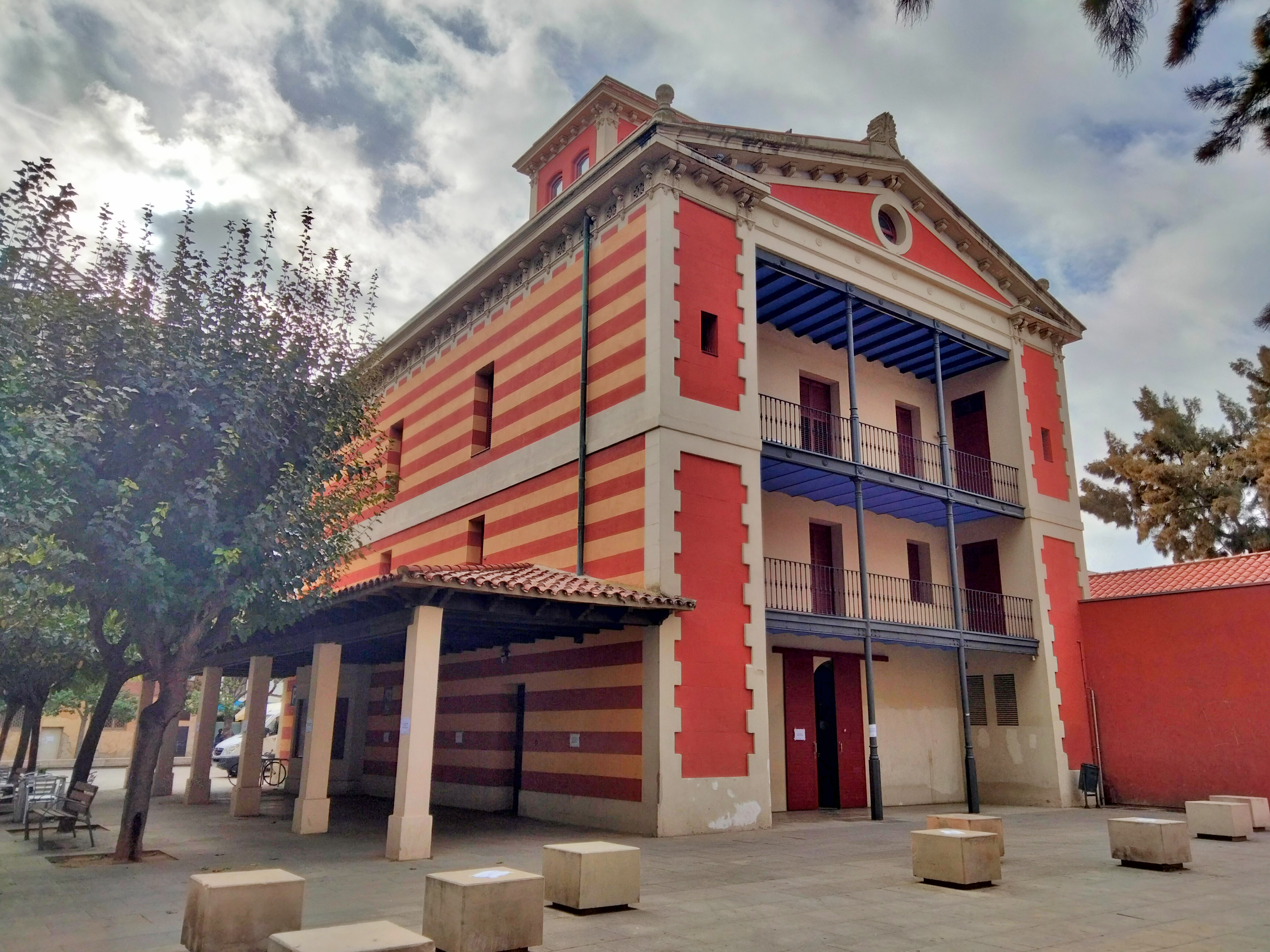
Façana nord-est

## Descripció
És una edificació de planta baixa i dos pisos, de clara referència historicista tant en les galeries posteriors, semblants a les de les galeries d'alguns casals, sostingudes amb columnetes de fosa i bigues de fusta, com en l'abundància d'elements neobarrocs de la seva façana: ornaments als balcons del pis superior, ulls de bou, estucs, etc. També té un cert regust historicista la torratxa com la de les masies del tipus 4-III de l'esquema de Danés i Torras. Cal remarcar el joc entre horitzontals i verticals constant en la resolució estètica de l'edifici. A la façana hi ha franges verticals d'estuc i pedra artificial a les cantonades i a cada banda de les obertures centrals, compensades per les franges que separen les tres plantes i el pintat horitzontal bicolor. A la part de darrere les horitzontals de les galeries compensant les enèrgiques verticals del seu espai lateral remarcat amb carreus simulats. Al capdamunt de les galeries el toc d'un frontó neoclàssic.